# David A. Bednar

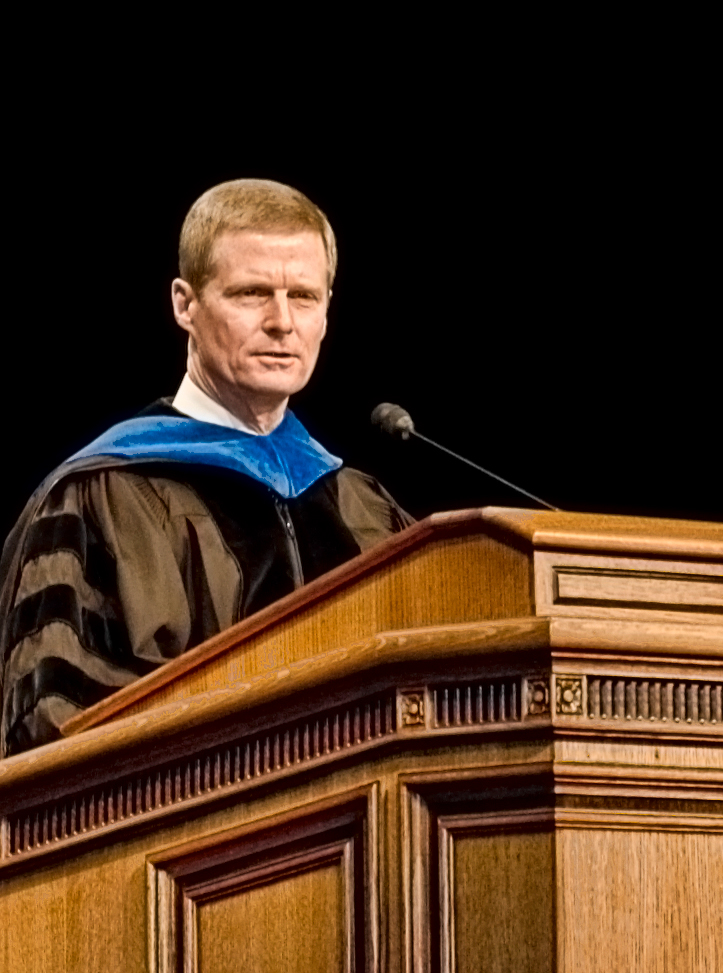
David A. Bednar (2007)

David Allan Bednar (* 15. Juni 1952 in Oakland, Kalifornien) ist ein Apostel der Kirche Jesu Christi der Heiligen der Letzten Tage und seit 2004 Mitglied des Kollegiums der Zwölf Apostel.

## Leben
Bednar war in seiner Jugend als Missionar in Süddeutschland tätig. Im Anschluss studierte er an der Brigham Young University in Provo, Utah und erhielt dort 1976 einen Bachelor, sowie 1977 einen Master. An der Purdue University in West Lafayette, Indiana erhielt er 1980 einen Ph.D. Bednar lehrte nun als Professor für Business Management an der Texas Tech University und an der University of Arkansas. Danach wurde er am 1. Juli 1997 Präsident des Ricks College in Rexburg, Idaho. Während seiner Präsidentschaft wurde das College 2001 zur Brigham Young University-Idaho. In Folge seiner Berufung zum Apostel der Kirche Jesu Christi der Heiligen der Letzten Tage im Oktober 2004 trat am 1. Dezember 2004 von dem Präsidentenamt zurück. Als Apostel ist Bednar Mitglied des Kollegiums der Zwölf Apostel.
Bednar ist seit 1975 verheiratet und Vater dreier Söhne.